# Aeropuerto Ascensión de Guarayos
Aeropuerto Ascensión de Guarayos (IATA: ASC, OACI: SLAS) es un aeropuerto público de Bolivia, ubicado en la localidad de Ascensión de Guarayos del departamento de Santa Cruz.